# Xã Lone Grove, Quận Fayette, Illinois
Xã Lone Grove (tiếng Anh: Lone Grove Township) là một xã thuộc quận Fayette, tiểu bang Illinois, Hoa Kỳ. Năm 2010, dân số của xã này là 656 người.